# Busan Lotte World Tower
Busan Lotte Town Tower, được biết đến Busan Lotte World Tower là siêu cao ốc 108 tầng, cao 510,1 m (1.674 ft) đang được xây dựng ở Busan, Hàn Quốc. Toà nhà được quy hoạch cạnh bên nhà ga to Nampo-dong trên tàu điện ngầm Busan Line 1 và dự kiến hoàn thành sớm nhất vào năm 2016.
Toà nhà là trung tâm của Busan Lotte Town và xây dựng trong bốn giai đoạn. Giai đoạn đầu bao gồm cửa hàng, hoàn thành vào 2009. Giai đoạn hai, bổ sung thêm các cửa hàng, hoàn thành vào 2010. Giai đoạn ba sẽ là khu mua sắm và rạp chiếu phim, sẽ hoàn thành vào 2014, và giai đoạn cuối gồm khách sạn cao cấp, đài quan sát, văn phòng, và cơ sở văn hoá ở tầng thứ 107 của toà nhà. Thiết kế của toà nhà như một con tàu đang đứng, hướng về phía bến cảng. Tầng hầm của toà nhà có sức chứa 2,400 chiếc xe hơi.

## Hình ảnh

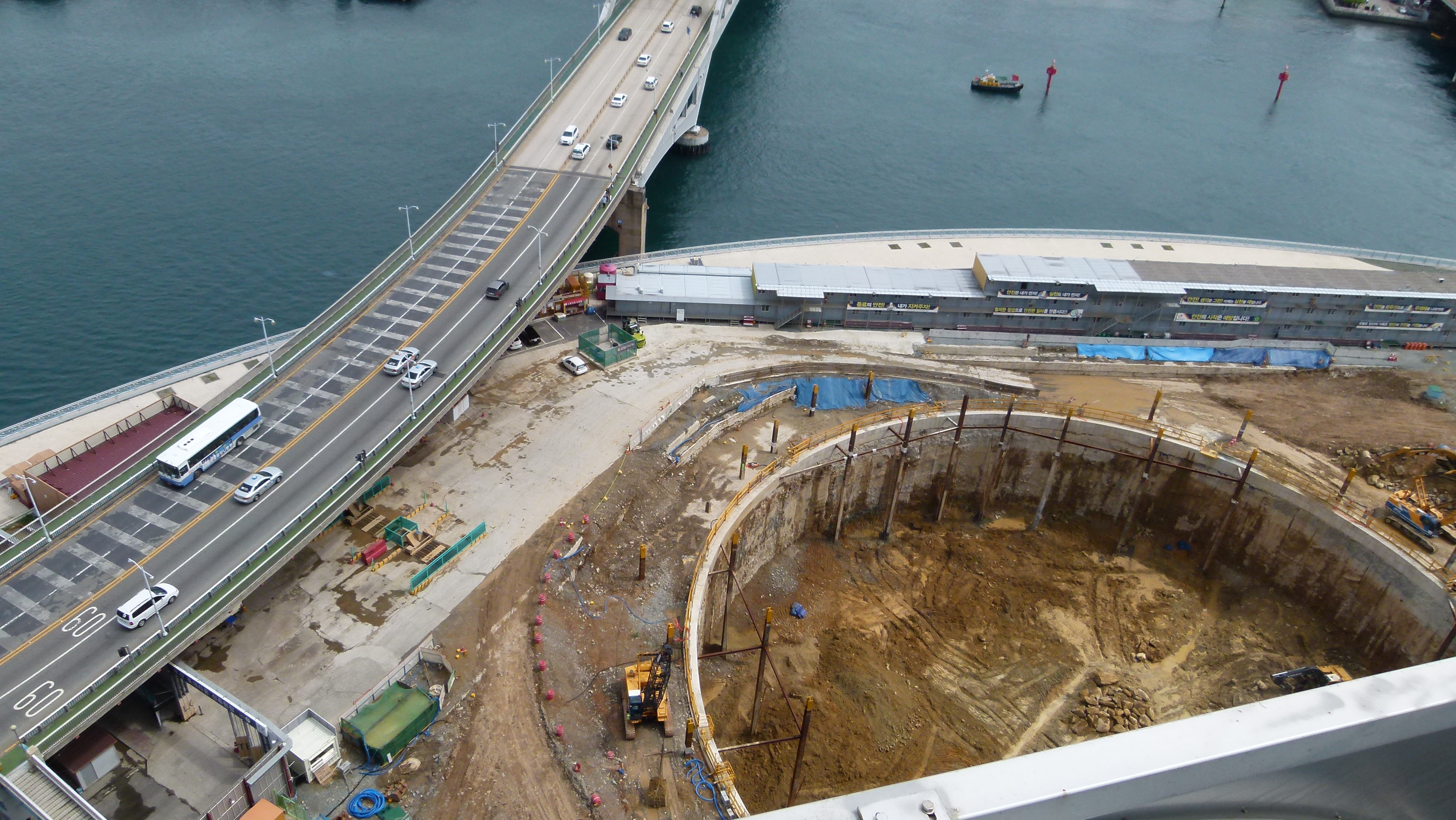
Đang xây dựng, tháng 8 năm 2011

## Liên kết
- Emporis.com
- Skyscraperpage.com